# All-in-one

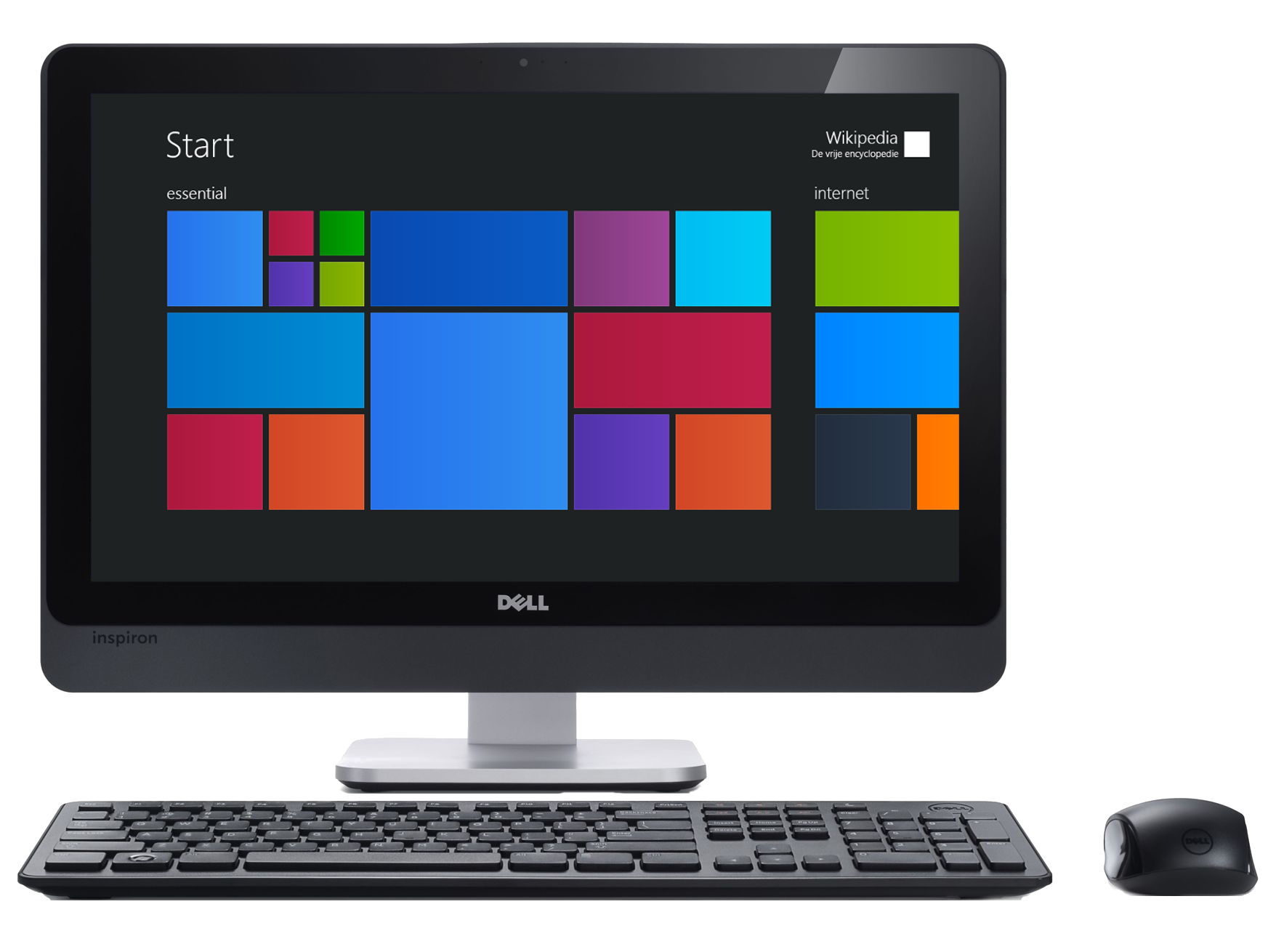

O computador all-in-one ou all-in-one PC (abreviado AIO, em português: "tudo-em-um", "integrado"), é um dispositivo computacional que integra todos os componentes internos do sistema (hardware) no gabinete do monitor, ocupando assim um espaço menor (reduzindo os cabos) do que os desktops que incorporam um torre.

## Vantagens e desvantagens
Algumas vantagens do computador all-in-one em comparação com outros fatores de forma incluem a facilidade de configuração, espaço físico reduzido, facilidade de transporte e a opção de interface com o computador via tela sensível ao toque (um dispositivo agora comum em todos os em-ones). Algumas desvantagens incluem geralmente ser mais caro do que computadores de mesa, falta de personalização - a maior parte do hardware interno, como RAM e SSD, especialmente em máquinas pós-2010, é soldada na placa do sistema - falta de caminhos de atualização para a CPU, RAM e tecnologia da tela e a dificuldade de reparo.

## História

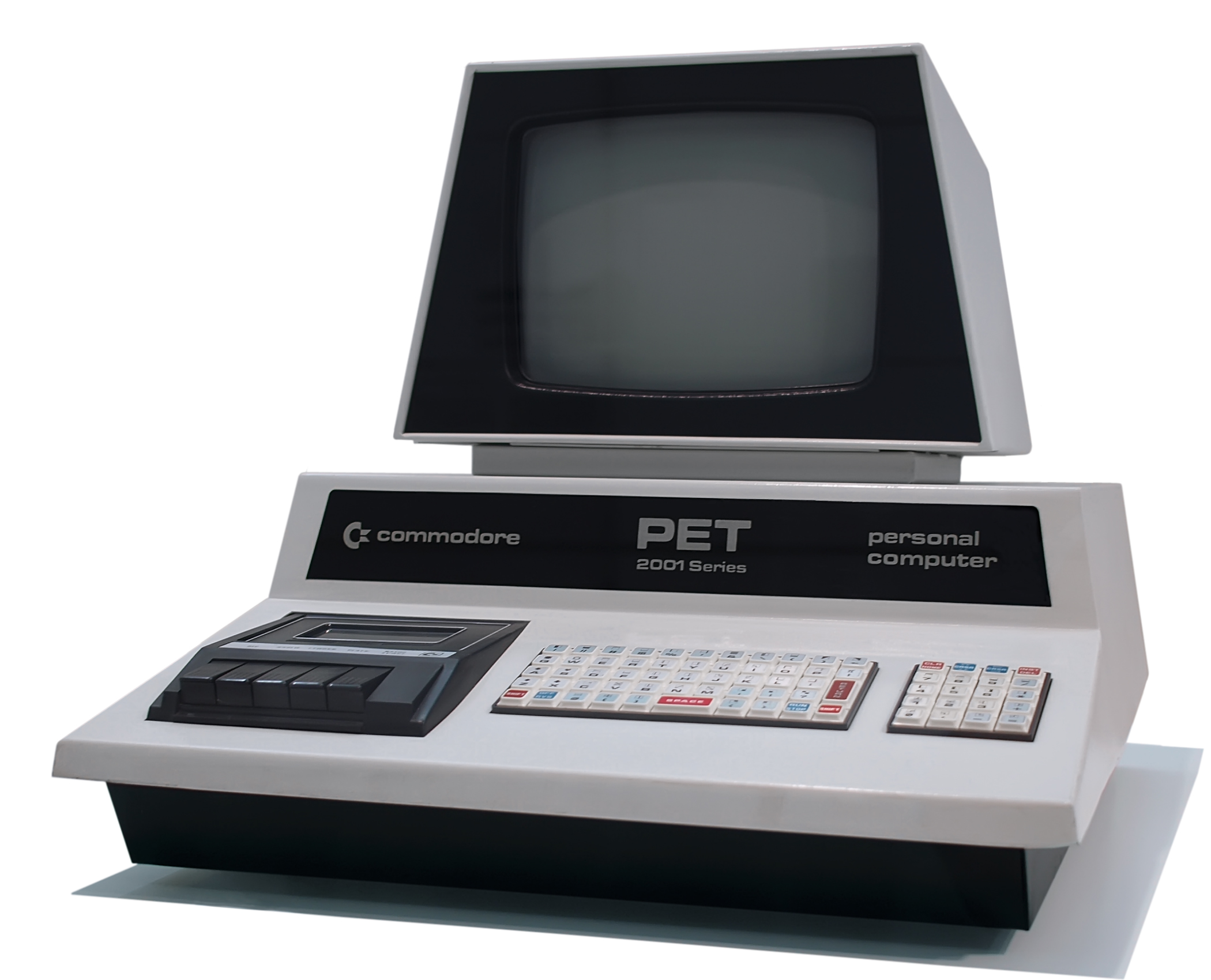
Commodore PET de 1977.

Este fator de forma foi popular durante o início da década de 1980 para computadores pessoais destinados a uso profissional, como o Commodore PET, o Osborne 1, o TRS-80 Modelo II e, o Datapoint 2200. Muitos fabricantes de computadores domésticos, como Commodore e Atari, incluíram a placa-mãe do computador no mesmo gabinete do teclado; esses sistemas eram mais frequentemente conectados a um aparelho de televisão para exibição. A Apple fabricou vários exemplos populares de computadores multifuncionais, como o Macintosh original de meados da década de 1980 e o iMac G3 do final dos anos 1990 e 2000. Em meados dos anos 2000, muitos designs multifuncionais usavam monitores de tela plana (principalmente LCDs ) e modelos posteriores incorporaram telas sensíveis ao toque, permitindo que fossem usados de maneira semelhante a um tablet móvel.
Desde o início dos anos 2000, alguns desktops multifuncionais, como o iMac G4, usaram componentes de laptop para reduzir o tamanho do gabinete do sistema. Como a maioria dos laptops, alguns computadores de mesa multifuncionais são caracterizados pela incapacidade de personalizar ou atualizar componentes internos, pois os gabinetes dos sistemas não fornecem acesso conveniente a componentes atualizáveis e falhas em certos aspectos do hardware podem exigir toda a computador a ser substituído, independentemente da integridade de seus componentes restantes. Houve exceções a isso; a parte do monitor da estação de trabalho Z1 da HP pode ser plana em ângulo e aberta como o capô de um veículo para acesso ao hardware interno.